# Cieśnina Kennedy’ego
     Wyspa Ellesmere’a, Nunavut
     Grenlandia

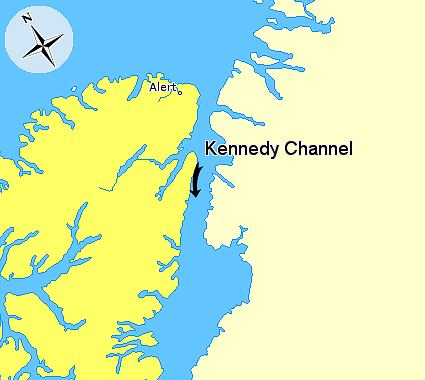
Cieśnina Kennedy’ego.
Wyspa Ellesmere’a, Nunavut
Grenlandia

Cieśnina Kennedy’ego (ang. Kennedy Channel, duń. Kennedy Kanalen) – cieśnina leżąca pomiędzy Wyspą Ellesmere’a a Grenlandią, stanowi część Cieśniny Naresa.
Na południu łączy się z Basenem Kane’a, a na północy z Basenem Halla. Ma ok. 130 km długości i 24 do 32 km szerokości. Głębokość wynosi od 180 do 340 m.
Nazwę nadał cieśninie amerykański badacz Arktyki Elisha Kane w czasie drugiej wyprawy ratunkowej szukającej zaginionej ekspedycji sir Johna Franklina, nie wiadomo jednak na czyją cześć ją nadał – Williama Kennedy’ego czy Johna Pendletona Kennedy’ego.
Niewielka niezamieszkana wyspa Hans, o powierzchni 1,3 km², leżąca na wodach cieśniny Kennedy’ego, w latach 1972-2022 była przedmiotem sporu międzynarodowego między Danią i Kanadą.
Cieśninę Kennedy’ego odkrył w czasie wyprawy w latach 1860–1861 amerykański polarnik Isaac Israel Hayes.